# Asia (группа)
Asia (читается: Эйша или Эйжа) — британская прог-рок группа. Образована в 1981 году как супергруппа из бывших участников Yes, King Crimson, Emerson, Lake and Palmer и The Buggles.

## История группы
Британский бас-гитарист и вокалист Джон Уэттон успел побывать в известных составах (King Crimson, Roxy Music, Uriah Heep, UK и Wishbone Ash), а также записал в 1980 году свой сольный альбом «Caught In The Crossfire». Но Джон чувствовал, что ему нужно что-то более солидное и постоянное, а не переходы из одной группы в другую. В это время он познакомился с Джоном Дэвидом Калоднером, одним из менеджеров локального представительства фирмы грамзаписи Atlantic Records, который посоветовал музыканту собрать собственную группу.
В свою группу Уэттон пригласил клавишника Джеффа Даунса: «Мне очень понравилось в Джеффе то, что он был клавишником новой школы, — говорит Джон Уэттон. — Он был в гораздо меньшей степени виртуозом, чем все те, с кем мне доводилось играть ранее, но он очень тщательно подходил к разработке звучания собственных инструментов и был в курсе всех новинок музыкальных компьютерных технологий»., экс-гитариста Yes Стива Хау, который практически сразу пригласил в новый проект Asia барабанщика Карла Палмера (Emerson, Lake and Palmer).
Дебютный альбом группы «Asia», выпущенный в 1982 году, мгновенно взлетел на вершины чартов, стал мультиплатиновым в США, был продан в мире тиражом свыше 10 миллионов экземпляров и держался на первом месте в американском Billboard более трёх месяцев. Хитом стала «Heat of the Moment».
В поддержку альбома группа отправилась в мировое турне. Доход от продаж пластинок и билетов на выступления группы был настолько велик, что Asia пришлось на некоторое время уехать из страны, чтобы избежать уплаты налогов, составляющих в Великобритании 90 процентов от заработка.
Музыкальные журналисты утверждали, что Asia олицетворяла возможную эволюцию лавроносных Uriah Heep второй половины 70-х — начала 80-х.
Второй альбом «Alpha», вышедший в августе 1983 года, одиннадцать недель входил в Top-5 английских чартов и повторил успех дебютного диска: только в США тираж составил порядка трёх миллионов экземпляров. В декабре того же года в рамках мирового турне был отыгран фантастический концерт в Токио под названием «Asia in Asia», который транслировался по MTV и тремястами радиостанциями по всему миру.
В 1990 году группа отправилась в грандиозное турне по городам Англии, Германии, Японии и Бразилии.
В 2008 году вышел альбом «Phoenix», первая пластинка после воссоединения группы. «Phoenix» получил восторженные отклики музыкальных критиков и вошёл в Top-10 интернет-чартов Billboard.
В поддержку «Phoenix» было организовано мировое турне.

## Музыканты

### Текущий состав
- Джеффри Даунс — клавишные, бэк-вокал (1981—1986, 1990—наши дни)
- Карл Палмер — ударные, перкуссия (1981—1986, 1989—1992, 2006—наши дни)
- Билли Шервуд — бас-гитара (2017—наши дни), бэк-вокал (2019—наши дни), ведущий вокал (2017—2019), гитара (гость: 2004)
- Марк Бонилла — ведущий вокал, гитара (2022-настоящее время)

### Бывшие участники
| - Джон Уэттон — вокал, бас-гитара, гитара (1981—1983, 1984—1986, 1989—1991, 2006—2017; умер в 2017) - Стив Хау — гитара, мандолина, бэк-вокал (1981—1984, 1991—1993, 2006—2013) - Грег Лейк — вокал, бас-гитара (1983—1984; умер в 2016) - Менди Мейер — гитара, бэк-вокал (1984—1986) - Джон Янг — клавишные, бэк-вокал (1989) - Зои Николас — бэк-вокал (1989) - Сьюзи Уэбб — бэк-вокал (1989) - Алан Дарби — гитара, бэк-вокал (1989) - Холдер Лариш — гитара, бэк-вокал (1989) - Пэт Тролл — гитара, бэк-вокал (1990—1991) - Джон Пейн — вокал, бас-гитара (1991—2006) - Эл Питрелли — гитара, бэк-вокал (1991—1992, 1993—1994) | - Тревор Торнтон — ударные (1992—1994) - Винни Бёрнс — гитара, бэк-вокал (1992—1993) - Азис Ибрахим — гитара, бэк-вокал (1994—1998) - Майкл Стёргис — ударные (1994—1997, 1998—1999) - Эллиотт Рэндалл — гитара, бэк-вокал (1996) - Боб Ричардс — ударные (1997—1998) - Ян Криштон — гитара, бэк-вокал (1998—1999) - Крис Слейд — ударные (1999, 2000—2005) - Гатри Гован — гитара, бэк-вокал (2000—2006) - Джей Шеллен — ударные (2005—2006) |

### Состав группы Asia Featuring John Payne
- Джон Пейн — вокал, бас-гитара (2007—наши дни)
- Джефф Коллман — гитара, бэк-вокал (2012—наши дни)
- Мони Скария — гитара, бэк-вокал (2012—наши дни)
- Рё Окумото — клавишные (2014—наши дни)

Бывшие участники
- Джей Шеллен — ударные, перкуссия (2007—2016)
- Гатри Гован — гитара, бэк-вокал (2007—2009)
- Эрик Норландер — клавишные (2007—2014)
- Митч Перри — гитара, мандолина, бэк-вокал (2009—2011)
- Брюс Боуллет — гитара, бэк-вокал (2011—2012)

## Дискография

### Студийные альбомы и EP
- Asia (1982)
- Alpha (1983)
- Astra (1985)
- Then & Now (1990)
- Aqua (1992)
- Aria (1994)
- Arena (1996)
- Rare (1999)
- Aura (2001)
- Silent Nation (2004)
- Phoenix (2008)
- Omega (2010)
- XXX (2012)
- Gravitas (2014)

### Концертные альбомы
- Live in Moscow (1990)
- Live in Nottingham (1997)
- Live in Osaka (1997)
- Live in Koln (1997)
- Live in Philadellphia (1997)
- Live Acoustic (1999)
- Live at the Town & Country Club (2000)
- Live in Detroit (2000)
- Quadra (2002)
- America, Live in the USA (2003)
- Fantasia: Live in Tokyo (2007)
- Resonance: Live in Basel Switzerland 2010 (2012)
- Axis XXX: Live in San Francisco (2015)

### Сборники
- Archiva 1 (1996)
- Archiva 2 (1996)
- Archives (1997)
- Asia: Anthology (1997)
- Collection (1998)
- The Very Best of Asia: Heat of the Moment (1982-1990) (2000)
- Retrospective (2002)
- Definitive Collection (2006)

### Синглы
- «Heat of the moment» (1982)
- «Sole Survivor» (1982)
- «Wildest Dreams» (радио) (1982)
- «Only Time Will Tell» (1982)
- «Here Comes the Feeling» (радио) (1982)
- «Time Again» (радио) (1982)
- «Don’t Cry» (1983)
- «The Heat Goes On» (1983)
- «True Colours» (radio only) (1983)
- «Daylight» (radio only) (1983)
- «The Smile Has Left Your Eyes» (1983)
- «Go» (1985)
- «Too Late» (1986)
- «Wishing» (1986)
- «Days Like These» (1990)
- «Prayin' 4 a Miracle» (promo) (1990)
- «Who Will Stop the Rain?» (1992)
- «Lay Down Your Arms» (promo) (1992)
- «Heaven on Earth» (1992)
- «Little Rich Boy» (1992)
- «Crime of the Heart» (promo) (1992)
- «Love Under Fire» (promo) (1992)
- «Back in Town» (promo) (1992)
- «Anytime» (1994)
- «Summer» (promo) (1994)
- «Military Man» (promo) (1994)
- «Turn It Around» (1996)
- «Wherever You Are» (promo) (2000)
- «Estoy Listo Para Ir a Mi Casa» (2000)
- «Long Way from Home» (2004)
- «What About Love» (promo) (2004)
- «Face on the Bridge» (2012)